# Katelyn Pippy
Katelyn Pippy (* 12. April 1993 in Moon Township, Pennsylvania) ist eine US-amerikanische Schauspielerin, bekannt durch ihre Rolle der Emmalin Holden in der Fernsehserie Army Wives.

## Leben und Karriere
Katelyn Pippy ist die Tochter des ehemaligen Staatssenators von Pennsylvania, John Pippy, und dessen Frau Katherine.
Ihren ersten Fernsehauftritt hatte Katelyn Pippy 2005 im Alter von zwölf Jahren in einer Folge der Fernsehserie Monk. Ein Jahr später folgte ein Auftritt in Hotel Zack & Cody, bevor sie 2008 die Rolle der Emmalin Holden in der Fernsehserie Army Wives mit Beginn der zweiten Staffel übernahm. Dort spielt sie die Tochter von Kim Delaneys Figur. 2007 hatte sie neben Emily Osment, Cody Linley, Brittany Curran und Tobin Bell eine Nebenrolle im Film R. L. Stine’s – Und wieder schlägt die Geisterstunde: Das Monster, das ich rief, der auf dem gleichnamigen Kinderbuch von R. L. Stine basiert, inne.
Pippy hat einen Abschluss an der Lincoln Park Performing Arts Charter School in Pittsburgh. Von 2011 bis 2015 besuchte sie das College der Cornell University.

## Filmografie (Auswahl)
- 2005: Monk (Fernsehserie, Folge 4x08)
- 2006: Hotel Zack & Cody (The Suite Life of Zack and Cody, Fernsehserie, Folge 2x02)
- 2007: R. L. Stine’s – Und wieder schlägt die Geisterstunde: Das Monster, das ich rief (The Haunting Hour: Don’t Think About It)
- 2008–2013: Army Wives (Fernsehserie, 61 Folgen)